# Liste der Kulturdenkmale in Nerchau
In der Liste der Kulturdenkmale in Nerchau sind die Kulturdenkmale des Grimmaer Ortsteils Nerchau verzeichnet, die bis Juli 2024 vom Landesamt für Denkmalpflege Sachsen erfasst wurden (ohne archäologische Kulturdenkmale). Die Anmerkungen sind zu beachten.
Diese Aufzählung ist eine Teilmenge der Liste der Kulturdenkmale in Grimma.

## Nerchau
| Bild                                    | Bezeichnung | Lage                                   | Datierung | Beschreibung | ID       |
| --------------------------------------- | --- | -------------------------------------- | --- | --- | -------- |
| Weitere Bilder                          | Wohnhaus (Nr. 4), zwei Seitengebäude (darunter Nr. 4a), Hofpflaster und Toranlage (Torbogen und Pforte) eines ehemaligen Ackerbürgerhofes          | Gänsemarkt 4, 4a (Karte)               | Um 1840 | Wohnhaus schlichter Putzbau mit Porphyrtuffelementen, westliches Seitengebäude in spätbarocker Form mit hohem Mansarddach, östliches Seitengebäude mit zugesetzter Kumthalle, einer der letzten in historischer Struktur erhaltenen Ackerbürgerhöfe des Ortes, Wohnhaus in platzbildprägender Lage, heimat- und baugeschichtliche Bedeutung. - Wohnhaus: zweigeschossig, Erdgeschoss massiv, Obergeschoss vermutlich Fachwerk, insgesamt verputzt, Fenstergewände im Erdgeschoss in Porphyrtuff, Türgewände in Porphyrtuff mit Verdachung, originale Tür, Satteldach mit Gauben - Nebengebäude: eingeschossiger verputzter Massivbau, Türgewände zum Teil in Sandstein, Mansarddach - Kumthalle: eingeschossiger Bau, Bogenöffnungen heute zugesetzt, Kämpfersteine in Sandstein, Satteldach, Hofpflaster | 08973661 |
| Weitere Bilder                          | Wohnhaus in halboffener Bebauung | Gänsemarkt 12 (Karte)                  | Um 1880 | Historistische Fassadengestaltung mit aufwändigem Stuckdekor, ortsentwicklungs- und baugeschichtliche Bedeutung. Zweigeschossiger massiver Bau, verputzt, Satteldach mit Dachhaus, Biberschwanzdeckung, Erdgeschoss mit Putznutung und aufgeputzten Fensterfaschen, Obergeschoss Fenster mit geraden Überdachungen, Brüstungsfelder mit Festons, zwischen den Fenstern florale Putzfelder, profilierte Traufe mit Radmotiven am Traufgesims. | 08973633 |
| Direkt Bild zu diesem Denkmal hochladen | Mietshaus in halboffener Bebauung | Gartenstraße 25 (Karte)                | Um 1905 | Putzfassade mit reicher Jugendstildekoration, ortsentwicklungs- und baugeschichtliche Bedeutung. Zweigeschossiger verputzter Massivbau, Bruchsteinsockel, Seitenrisalit mit Segmentbogengiebel, Giebelbekrönung, originale Putzgliederung, originale Fenster, Fenstergewände in Kunststein, Tür erneuert, Krüppelwalmdach, profilierte Putztraufe. | 08973628 |
|                                         | Wohnhaus (mit Arztpraxis) in offener Bebauung und Einfriedung (Haus Dr. Fritzsche)                                                                 | Gornewitzer Straße 34 (Karte)          | 1933–1934 | Putzbau mit Natursteinelementen, gemäßigt moderne Gestaltung mit Anklängen an das Neue Bauen der 1920er Jahre, Architekt: Hugo Koch, straßenbildprägend, ortsentwicklungsgeschichtliche, baugeschichtliche und künstlerische Bedeutung - Wohnhaus: zweigeschossiger verputzter Massivbau, Walmdach mit Gauben, Putztraufe, originaler Treppenaufgang mit originalem Geländer, Türgewände in Kalkstein, Sockelbereich mit Kalksteinplatten, Kellerfenstersohlbänke in Kalksteinplatten - Einfriedung: Sockelbereich Kalksteinplatte, sonst verputzt, Abdeckung mit Kunststeinplatten, Zeugnis der baulichen Entwicklung Nerchaus, Gebäude von Hugo Koch errichtet | 08973642 |
| Direkt Bild zu diesem Denkmal hochladen | Wohnhaus in offener Bebauung, mit seitlicher Toreinfahrt                                                                                           | Gornewitzer Straße 69 (Karte)          | Um 1900 | Ehemalige Werksmeister-Wohnung des Gaswerks, Putzbau mit Klinkergliederungen in den typischen Formen um 1900, Zeugniswert für das alte Nerchauer Gaswerk, orts- und baugeschichtliche Bedeutung. - Wohnhaus: eingeschossiger Ziegelsteinbau (roter Ziegelstein mit gelber Ziegelsteingliederung), Giebel verputzt mit Ziegelsteingliederung, Satteldach mit Gauben und Biberschwanzdeckung, originale Eingangstür mit Treppenaufgang und hölzernem Vordach - Einfahrt: Torpfosten in Klinkermauerwerk (erneuert) und schmiedeeiserne Torflügel, letzter authentisch erhaltener Teil des Gaswerks (ehemals Eisenbahnstraße 1) | 08973641 |
| Direkt Bild zu diesem Denkmal hochladen | Wohnhaus in halboffener Bebauung | Grimmaische Straße 8 (Karte)           | Bezeichnet mit 1807                                                                                                | Schlichter Putzbau mit steinernem Türgewände, heimat- und baugeschichtliche Bedeutung. Bezeichnet mit 1807 (Schlussstein), zweigeschossiger verputzter Massivbau, Zwerchhaus, Türgewände in Sandstein und Schlussstein, Schlussstein mit Inschriften „MHR“, „1807“ und „No 12“, ältere Tür, Satteldach mit Zwerchhaus, jüngerer Anbau auf der Südostseite, Zeugnis örtlichen Bauentwicklung am Beginn des 19. Jahrhunderts. | 08973672 |
| Direkt Bild zu diesem Denkmal hochladen | Hälfte eines Doppelwohnhauses | Grimmaische Straße 16 (Karte)          | Um 1905 | Schlicht gestalteter Putzbau, ursprünglich mit Klinkergliederungen, im Dachbereich jugendstiliges Zierfachwerk, ortsentwicklungsgeschichtliche Bedeutung. Zweigeschossiger verputzter Massivbau mit Ziegelsteingliederung, Ziegelsteinsockel, Mittelrisalit mit Dachaufbau in Fachwerk, einfache Putzgliederung, Fenstersohlbänke in Ziegelstein, originale Fenster, originale Tür mit Überdachung, Ziegelsteintraufe, Walmdach, Zeugnis der baulichen Entwicklung Nerchaus um 1905. | 08973673 |
| Direkt Bild zu diesem Denkmal hochladen | Wohnhaus in ehemals halboffener Bebauung | Grimmaische Straße 27 (Karte)          | Um 1860 | Symmetrisch unterteilte Putzfassade mit einfachen Putzgliederungen, ortsentwicklungs- und baugeschichtliche Bedeutung. Zweigeschossiger verputzter Massivbau, originale Putzgliederung, Türgewände mit Verdachung in Sandstein, Fensterfaschen in Putz, Sohlbänke im Erdgeschoss in Beton erneuert, Sohlbänke im Obergeschoss in Sandstein, originale Fenster, hölzerne profilierte Traufe mit Stuckkonsolen, Satteldach, originale Tür, ehemaligen Teil eines Ackerbürgerhofes (?), Zeugnis der baulichen Entwicklung von Nerchau im 19. Jahrhundert. | 08973670 |
| Direkt Bild zu diesem Denkmal hochladen | Doppelmietshaus in offener Bebauung | Hugo-Koch-Straße 1, 3 (Karte)          | 1891 | Reiche, historistische Fassadengestaltung, Quadermauerwerk imitierende Putzgliederung, Kunststeinelemente, straßenbildprägend, ortsentwicklungs- und baugeschichtliche Bedeutung. Zweigeschossiger Massivbau, Sockel in porphyrtufffarbenem Kunststein, originale Putzgliederung und Kunststeinfenstergewände, (sandstein- und porphyrtufffarben), Seitenrisalite mit Giebel, Traufgesims mit Keramikplatten und Kunststeinkonsolen, Walmdach. | 08973645 |
| Direkt Bild zu diesem Denkmal hochladen | Turnhalle | Hugo-Koch-Straße 5 (Karte)             | Um 1890 | Zweiteiliger, historistischer Putzbau mit Klinkergliederungen, straßenbildprägend, orts-, kultur- und baugeschichtliche Bedeutung. - Eingangsbau der Turnhalle: zweigeschossiger verputzter Massivbau mit Klinkergliederung, Bruchsteinsockel, Mittelrisalit mit Giebel, Walmdach - Turnhalle: Bruchsteinsockel, große Rundbogenfenster, verputzter Massivbau mit Klinkergliederung, Mittelrisalit mit Giebelabschluss | 08973644 |
| Direkt Bild zu diesem Denkmal hochladen | Fabrikantenvilla (Villa Foll) | Hugo-Koch-Straße 6 (Karte)             | Um 1890, später verändert                                                                                          | Repräsentativer Putzbau in den Formen der Neurenaissance, in Verbindung zur Nerchauer Lackfabrik „Hessel, Foll & Co.“, zeitweilig Wohnhaus des bedeutenden Nerchauer Architekten Dr. Hugo Koch (Entwurf: Anbau mit Veranda), orts- und baugeschichtliche Bedeutung. Zweigeschossiger verputzter Massivbau, originale Putzgliederung, Satteldach mit Biberschwanzdeckung (jetzt grünglasiert oder grünengobiert), im Innern wohl stark modernisiert. | 08973643 |
|                                         | Bergkeller | Kirchstraße (Karte)                    | 16. Jahrhundert bis 19. Jahrhundert                                                                                | Kellergewölbe zur Lagerung des am Ort gebrauten Schwarzbiers ("Nerchauer Pumpernickel") und auch für Feldfrucht, ortsgeschichtliche Bedeutung. Zugänge in den Kellern in Bruchstein und Ziegelstein. | 08973677 |
| Weitere Bilder                          | Evangelische Stadtkirche St. Martin Nerchau (Sachgesamtheit)                                                                                       | Kirchstraße (Karte)                    | Im Kern 14. Jahrhundert (Kirche); 1897–1901 (Erweiterung des Kirchhofs)                                            | Sachgesamtheit Stadtkirche St. Martin Nerchau, mit den Einzeldenkmalen: Kirche (mit Ausstattung), Kirchhofsgestaltung, Kirchhofsmauer mit zwei Toranlagen und einige Grabmale (08973631); frühgotische Chorturmkirche, mehrfach umgebaut, Teil der historisch bedeutenden Kirchbergbebauung, ortsgeschichtlich, kulturgeschichtlich und städtebaulich von Bedeutung | 09303754 |
| Weitere Bilder                          | Kirche (mit Ausstattung), Kirchhofsgestaltung, Kirchhofsmauer mit zwei Toranlagen und einige Grabmale (Einzeldenkmale der Sachgesamtheit 09303754) | Kirchstraße (Karte)                    | Im Kern 14. Jahrhundert (Kirche); 1. Hälfte 15. Jahrhundert (Christus); Ende 17. Jahrhundert (Engel); 1912 (Orgel) | Einzeldenkmale der Sachgesamtheit Stadtkirche St. Martin Nerchau; frühgotische Chorturmkirche, mehrfach umgebaut, Teil der historisch bedeutenden Kirchbergbebauung, ortsgeschichtliche, baugeschichtliche, kirchengeschichtliche, künstlerischer und städtebauliche Bedeutung. - Kirche: verputzter Bruchsteinbau, Chorturmkirche, polygonaler Chor mit Strebepfeilern und Segmentbogenfenster mit Maßwerk in Porphyrtuff, Turm mit oktogonalem Schluss und Haube, Saal mit Anbauten - Grabmale: - drei Grabsteine (Barthel/Scheibe), Postamente mit Figuren als Bekrönung (kniende Engel), Sandstein, um 1885 - unbekanntes Grabmal an der westlichen Kirchhofmauer: Wandaufbau mit Bossenmauerwerk, in der Mitte Sitzbank, darüber kleine, neoromanische Säulenstellung mit Giebel, im Giebelfeld Baumeisterwappen, Kreuz als Bekrönung, daneben Giebelstellung mit lebensgroßer Engelsfigur, um 1900, Rochlitzer Porphyrtuff - Erbbegräbnis Hessel (Carl Rich. Hessel gest. 1910), dreiteiliger Wandaufbau in Kunststein (?), metallene Inschriftenplatten, ursprünglich Grabeinfassung mit Pfosten und Eisenzaun (nicht mehr vorhanden) - unbekanntes Grabmal an der östliche Kirchhofmauer, hochrechteckige Nische seitliche Pfosten mit zeittypischem Stildekor, schwerer Gesimsstein als oberer Abschluss, Sandstein, um 1915 - Erbbegräbnis Foll (Philipp Foll gef. 1917), Blendbogen in Bossenmauerwerk, in der Nische Postamentstein mit Inschrift und Stahlhelm in Metall, seitlich Kragsteine für Kränze, ursprünglich Grabeinfassung in Bossenmauerwerk (nicht mehr vollständig vorhanden) - Grabmal Martha und Hermann Hessel († 1928/1938), Wandaufbau mit Schrift und Dekor im Stil des Art déco, Muschelkalk - Kirchhofmauer in Bruchstein und Ziegel, verputzt, nordöstliche Toranlage: Mauerwerk, verputzt, Einfahrt und Leutepforte korbbogig geschlossen, Abdeckung mit Dachziegeln, spätes 18. Jahrhundert, südöstliche Toranlage: Klinkerpfosten, Abdeckplatten mit Kugelbekrönung, schmiedeeiserne Torflügel, um 1900 | 08973631 |
|                                         | Pfarrhof, bestehend aus Pfarrhaus, Seitengebäude, Pfarrscheune, Toreinfahrt und Einfriedung                                                        | Kirchstraße 2 (Karte)                  | 1653 Dendro (Pfarrscheune); bezeichnet mit 1800 (Pfarrhaus)                                                        | Pfarrhaus schlichter Putzbau mit Korbbogenportal und Krüppelwalmdach, Scheune und Seitengebäude ebenfalls verputzte Massivbauten, Pfarrhof wichtiger Teil der historisch bedeutenden Kirchbergbebauung, orts-, kirchen- und baugeschichtliche Bedeutung. - Pfarrhaus, bezeichnet mit 1800 (Schlussstein): zweigeschossiger verputzter Massivbau, Fenster- und Türgewände in Sandstein, Türgewände mit Schlussstein und Inschrift, ältere Tür, profilierte Traufe, Krüppelwalmdach mit Fledermausgaupe - Seitengebäude: eingeschossiger verputzter Massivbau, zum Teil originale Türen und Tore, Satteldach - Scheune: Mauerwerk, verputzt, eintorig - Toreinfahrt: verputzter Mauerwerksbogen | 08973657 |
| Weitere Bilder                          | Ehemalige Kirchschule | Kirchstraße 6 (Karte)                  | Um 1810 | Ortsbildprägender Fachwerkbau mit massiver Abseite, Teil der historisch bedeutenden Kirchbergbebauung, orts-, sozial- und baugeschichtliche Bedeutung. Zweigeschossig, Erdgeschoss massiv, Obergeschoss Fachwerk, Fenstergewände im Erdgeschoss in Porphyrtuff, Nordostseite durch Abseite erweitert, ältere Tür, Krüppelwalmdach. | 08973658 |
| Weitere Bilder                          | Ehemaliges Wirtschaftsgebäude | Kirchstraße 6a (Karte)                 | Um 1900 | Neugotischer Putzbau mit Kunststeinelementen, einst Nutzung durch die Kirchschule und das Kantorat, Teil der historisch bedeutenden Kirchbergbebauung, ortsgeschichtliche Bedeutung. Eingeschossiger verputzter Massivbau, Spitzbogenfenster, Gewände in Kunststein, Putztraufe, Satteldach. | 08973659 |
| Weitere Bilder                          | Wohnhaus mit Heiste | Kirchstraße 7 (Karte)                  | 1. Hälfte 19. Jahrhundert                                                                                          | Schlichter, verputzter Fachwerkbau, heimat- und baugeschichtliche Bedeutung. Zweigeschossiger Bau, massives Erdgeschoss, Obergeschoss verputzt, offensichtlich Fachwerk, Treppenstufen zum Eingang, alte Holztür mit Oberlicht, originale Fenster, Fensterfaschen, Satteldach mit Biberschwanzdeckung, vorm Haus Heiste aus Naturstein mit Abdeckplatte. | 08973630 |
| Weitere Bilder                          | Ehemaliges Kantorat | Kirchstraße 8 (Karte)                  | Bezeichnet mit 1810                                                                                                | Schlichter Putzbau mit Porphyrtuffelementen, Korbbogenportal mit Schlussstein, Teil der historisch bedeutenden Kirchbergbebauung, orts-, kirchen- und baugeschichtliche Bedeutung. Zweigeschossiger verputzter Massivbau, Fenster- und Türgewände in Sandstein, Türgewände mit Schlussstein bezeichnet mit 1810, zweiflüglige, gefelderte Tür, Satteldach. | 08973656 |
|                                         | Mietshaus in halboffener Bebauung | Neichener Straße 2 (Karte)             | Um 1900 | Putzbau in historistischen Formen, durch Eckerker straßenbildprägende Wirkung, ortsentwicklungs- und baugeschichtliche Bedeutung. Zweigeschossiger verputzter Massivbau, Fenstergewände geputzt oder in Stein, Fenster im Obergeschoss mit Verdachung, Risalit mit Dreiecksgiebel, Eckerker mit hohem Walmdach, Walmdach mit Biberschwanzdeckung. Einfriedung (Eisenzaun mit Betonpfeilern) vor 2014 abgebrochen. | 08973664 |
|                                         | Ehemalige Apotheke | Nerchauer Hauptstraße 8 (Karte)        | Um 1800 | Spätbarocker Putzbau mit Mansarddach, Obergeschoss wohl Fachwerk, orts- und baugeschichtliche Bedeutung. Zweigeschossiger Bau, Erdgeschoss massiv, Obergeschoss Fachwerk, insgesamt verputzt, Holztraufe, Mansarddach mit Krüppelwalm und zwei Gauben. | 08973666 |
| Direkt Bild zu diesem Denkmal hochladen | Mietshaus in geschlossener Bebauung | Nerchauer Hauptstraße 9 (Karte)        | Um 1900 | Mit Läden, straßenbildprägender Putzbau in späthistoristischen Formen, Putzgliederungen und Stuckdekor, ortsentwicklungs- und baugeschichtliche Bedeutung. Dreigeschossiger Putzbau, Erdgeschoss genutet, Tordurchfahrt und zwei Eingangstüren (zum Teil original) mit Jugendstilanklängen, Ladeneinbau, Lisenengliederung (genutet), Lisenen mit Wappen, aufgeputztes Gesimsband, Fensterbänke und -überdachung, Satteldach, Biberschwanzdeckung. | 08973864 |
|                                         | Wohnhaus in geschlossener Bebauung mit Nebengebäude im Hof                                                                                         | Nerchauer Hauptstraße 11 (Karte)       | Um 1905 | Wohnhaus in geschlossener Bebauung mit Nebengebäude im Hof; repräsentativer Jugendstilbau mit schöner Stuckdekoration, Nebengebäude vermutlich Getreidehandlung, ortsentwicklungs- und baugeschichtliche Bedeutung | 08973668 |
| Weitere Bilder                          | Mietshaus in geschlossener Bebauung und in Ecklage                                                                                                 | Nerchauer Hauptstraße 14 (Karte)       | 1904 | Mit Laden, malerisch gestalteter Jugendstilbau, Putzfassade mit Kunststeinelementen und ansprechendem Stuckdekor, Eckbetonung durch Türmchenerker, ortsbildprägend, ortsentwicklungs- und baugeschichtliche Bedeutung. Zweigeschossiger Putzbau, Fenster- und Türgewände in Kunststein, Eckerker mit Haube, akzentuierender Stuckdekor, Zwerchhaus zur Hauptstraße mit Zierfachwerk, Mansarddach mit Gauben (Tür erneuert). | 08973662 |
|                                         | Sparkassengebäude mit seitlicher Toreinfahrt | Nerchauer Hauptstraße 15 (Karte)       | 1929–1930 | Straßenbildprägender Bau in gemäßigt modernen Formen der 1920er Jahre, Architekt war Hugo Koch, Putzfassade mit akzentuierenden Porphyrtuffelementen, ortsgeschichtlich, baugeschichtlich und künstlerisch von Bedeutung. Dreigeschossiger verputzter Massivbau, Erdgeschoss mit aufwändiger Porphyrtuffgestaltung, Türgewände und Treppenhausfenster in Porphyrtuff, Putztraufe, Satteldach mit Gauben, originale Eingangstür zur Sparkasse, Toreinfahrt mit gemauerten Pfosten und schmiedeeisernen Torflügeln. | 08973663 |
| Direkt Bild zu diesem Denkmal hochladen | Wäschemangel (im Nebengebäude) | Nerchauer Hauptstraße 17 (Karte)       | Um 1920 | Technikgeschichtlich von Bedeutung. Kaltmangel mit Handbetrieb, in ehemaliger Tischlerwerkstatt. | 08973678 |
|                                         | Ehemaliger Gasthof „Goldener Stern“, später Kulturhaus                                                                                             | Nerchauer Hauptstraße 18 (Karte)       | Bezeichnet mit 1799                                                                                                | Putzbau in spätbarocken Formen, symmetrisch gegliederte Fassade in zeittypisch schlichter Gestaltung, Portal- und Fenstergewände in Porphyrtuff, in DDR-Zeiten als Kulturhaus genutzt, orts- und baugeschichtliche Bedeutung. Bezeichnet mit 1799 (im Schlussstein), zweigeschossiger verputzter Massivbau, Fenstergewände in Porphyrtuff, Türgewände im Porphyrtuff mit Schlussstein, im Schlussstein Inschriften „J.G.F.“ und „1799“, profilierte Putztraufe, Krüppelwalmdach, Zeugnis der baulichen Entwicklung Nerchaus um 1800. | 08973665 |
|                                         | Handschwengelpumpe | Nerchauer Hauptstraße 42 (vor) (Karte) | Um 1895 | Gusseiserne Wasserpumpe mit neugotischem Schmuck, technikgeschichtlich von Bedeutung. Pumpe in Metall, reichverziert, Auffangbecken in Beton, Pumpe bezeichnet mit „94“ „RL“ und „Garvens“. | 08973676 |
| Direkt Bild zu diesem Denkmal hochladen | Wohnhaus in geschlossener Bebauung | Nerchauer Hauptstraße 48 (Karte)       | Bezeichnet mit 1889                                                                                                | Reiche Putz-Klinker-Fassade in historistischen Formen, ortsentwicklungs- und baugeschichtliche Bedeutung. Zweigeschossiger Bau, Sockel Bruchstein, Erdgeschoss mit Putzgliederung, Obergeschoss in Klinker (gelb mit roten Gliederungen), Fensterrahmungen mit Schlusssteinen in Porphyrtuff, Stuckkonsolen am Traufgesims, Satteldach mit Zwerchhaus (in Ziegelstein) und zwei Gauben, originales Tor, Zeugnis der baulichen Entwicklung von Nerchau im ausgehenden 19. Jahrhundert, bezeichnet mit 1889 (eiserne Anker am Obergeschoss). | 08973667 |
|                                         | Schmuckplatz mit Gedenkstein an die Völkerschlacht bei Leipzig                                                                                     | Parkstraße (Karte)                     | Zwischen 1903 und 1912 (Schmuckplatz); bezeichnet mit 1913 (Gedenkstein)                                           | Durch den bedeutenden Gartenkünstler Max Bertram gärtnerisch gestaltete Anlage auf dem Bahnhofsvorplatz, Gedenkstein mit ovalem Inschriftfeld, darunter Eichen- und Lorbeerwedel, ortsgeschichtliche, städtebauliche und gartenkünstlerische Bedeutung. Die Entstehung des Schmuckplatzes steht im Zusammenhang mit der Erbauung des Nerchauer Bahnhofs, der 1908 fertig gestellt wurde. Der bedeutende Dresdner Gartenkünstler und Königlich-Sächsische Gartenbaudirektor Max Bertram entwarf die schlichte Gestaltung im Stile der Lenné-Meyerschen Schule. Der Platz wird durch eine offene Rasenfläche mit zentralem Wasserbecken dominiert. Lediglich in den Randbereichen und Platzecken waren Bepflanzungen vorgesehen. Entlang der nördlichen, südlichen und östlichen Platzkanten befindet sich eine Lindenreihe. Dazu kommen Gehölzgruppen aus verschiedenen Großgehölzen, Rhododendron und Ziersträuchern in den Randbereichen. Die Fläche um das Wasserbecken war ursprünglich frei von Großgehölzen. In den Randbereichen befinden sich landschaftlich geschwungene Wege mit wassergebundener Decke. Der Betonweg um das Wasserbecken und zum Bahnhof ist eine spätere Zutat; hier waren ursprünglich keine Wege. Der Gedenkstein im östlichen Bereich des Platzes wurde 1913 zur Erinnerung an die Völkerschlacht bei Leipzig errichtet. Hierbei handelt es sich um einen Findling mit einer ovalen Eintiefung und folgender Inschrift "1813, 18. Oktober 1913". Darunter ist ein Eichenlaub-Relief aus Kupfer angebracht. Das Ensemble ist ortsgeschichtlich und städtebaulich bedeutend. Als Werk Max Bertrams ist es außerdem von gartenkünstlerischer Bedeutung. | 08973629 |
| Weitere Bilder                          | Wohnhaus eines ehemaligen Ackerbürgerhofes | Parkstraße 2 (Karte)                   | 1714–1717 Dendro                                                                                                   | Straßenbildprägender Fachwerkbau, Fachwerk mit Thüringer-Leiter-Motiv, orts- und baugeschichtliche Bedeutung. Zweigeschossig, verputzt, Erdgeschoss massiv, Obergeschoss Fachwerk, Satteldach, originale Tür (um 1800), originale Fensterformate, hölzerne Traufe, Zeugnis der baulichen Entwicklung Nerchaus der Zeit um 1800. | 08973520 |
| Weitere Bilder                          | Empfangsgebäude des Bahnhofs mit angrenzender Bahnunterführung                                                                                     | Parkstraße 5 (Karte)                   | 1908 | Dreiteiliger Putzbau mit Klinkergliederungen, ehemals Station der Muldentalbahn Glauchau–Wurzen, verkehrsgeschichtlich von Bedeutung. - Empfangsgebäude: dreigeschossig mit eingeschossigem Anbau, verputzter Massivbau, Sockel als Polygonalmauerwerk in Porphyrtuff, Gliederung in Klinker, Fenstergewände im 1. Obergeschoss zum Teil Sandstein, Anbau der 1920er Jahre, flaches Satteldach, originale Fenster, an der Rückseite Bahnsteigüberdachung in Holz mit großen originalen Fenstern, im Inneren: Fußbodenfliesen, originale Türen, originale Schalterhalle, originale Wartehalle - Bahnunterführung: Bruchstein- und Ziegelmauerwerk, rundbogiger Durchgang | 08973523 |
|                                         | Wohnhaus in geschlossener Bebauung | Parkstraße 16 (Karte)                  | Bezeichnet mit 1856                                                                                                | Schlichter Putzbau mit Fachwerkobergeschoss, Türgewände in Sandstein, Teil der historischen Ortskernbebauung, heimat- und baugeschichtliche Bedeutung. Bezeichnet mit 1856 (im Türsturz), zweigeschossiger Bau, Erdgeschoss massiv, Obergeschoss Fachwerk verputzt, Tür mit Sandsteingewände, geradem Türsturz, im Inneren Holzbalkendecken. | 08973632 |
| Direkt Bild zu diesem Denkmal hochladen | Wohnhaus in Ecklage und in halboffener Bebauung | Richard-Hessel-Straße 12 (Karte)       | Um 1900 | Späthistoristischer Putzbau mit reicher Putzgliederung und Stuckdekor, ortsentwicklungs- und baugeschichtliche Bedeutung. Zweigeschossiger verputzter Massivbau, originale reiche Putzgliederung, Eckrisalit dreigeschossig, Mansarddach mit Gaupen, Zeugnis der baulichen Entwicklung Nerchaus um 1900. | 08973647 |
| Direkt Bild zu diesem Denkmal hochladen | Villa mit Einfriedung | Schützenstraße 18 (Karte)              | Um 1900 | Malerisch gestalteter Bau des Späthistorismus, Klinkerfassaden mit Kunststein- und Stuckelementen, aufwändige Schwebegiebel und Holzveranda, straßenbildprägend, ortsentwicklungs- und baugeschichtliche Bedeutung. Zweigeschossiger Massivbau, Bruchsteinsockel, Kunststeinsockelgesims, gelber Klinkerbau mit roter Klinkergliederung, Fenstergewände in Kunststein, in Drempelbereich Holzkonsolen, Seitenrisalit mit Hängewerk am Giebel, hölzerne, zweigeschossige Veranda, Plattformdach mit Gaupen, rückwärtiger Eingang mit Vordach, Zeugnis der baulichen Entwicklung in Nerchau um 1900. | 08973654 |
| Direkt Bild zu diesem Denkmal hochladen | Fabrikantenvilla (Nr. 23a) mit Nebengebäude (Nr. 23), Brunnen und Garten (Villa Hessel)                                                            | Schützenstraße 23, 23a (Karte)         | Ende 19. Jahrhundert                                                                                               | Wohnsitz des Besitzers der Farbenwerke Friedrich & Carl Hessel A.-G., späthistoristischer Klinkerbau in neugotischen Formen, Eingang durch turmartigen Risalit mit oktogonalem Aufsatz und spitzer Haube betont, Nebengebäude mit Wohnungen, Stallungen und Remisen ebenfalls in Klinkerbauweise, teils auch Fachwerk, orts- und baugeschichtliche Bedeutung. - Villa: ein- bzw. zweigeschossiger Massivbau, Sockel in Bruchstein, Eckquaderung und Sockelgesims in Porphyrtuff, gelb-brauner Klinkerbau mit roten Ziegelsteingliederungen, originale Tür und Fenster, Sattel- und Pultdächer mit originaler Biberschwanzdeckung, Turm mit oktogonalem Aufsatz, Standerker, Dach- und Turmknaufe - Nebengebäude: ein- und zweigeschossig, über stumpfwinkligem Grundriss, Ziegelsteinrohbau, rote Klinker mit gelben Klinkergliederungen, Bruchsteinsockel, zur Straße Wohnhaus Satteldach mit Doppelmuldenfalzziegeln, anschließend Stallungen und Remisen Satteldächer mit Biberschwanzdeckung | 08973648 |
| Direkt Bild zu diesem Denkmal hochladen | Villa | Schützenstraße 24 (Karte)              | Um 1930 | Ansprechend gestalteter Putzbau in den traditionellen Formen der Zeit um 1930, Anklänge an das Neue Bauen der 1920er Jahre, akzentuierende Klinkerelemente, verschiedene Anbauten, ortsentwicklungs- und baugeschichtliche Bedeutung. Zweigeschossiger verputzter Massivbau, Klinkersockel, Klinkergliederung und grüne Keramikplattengliederung, mehrere Anbauten mit Klinkergliederung, Walmdach mit Gauben, Zeugnis der baulichen Entwicklung um 1930 in Nerchau. | 08973653 |
| Direkt Bild zu diesem Denkmal hochladen | Wohnhaus (Nr. 29) und Doppelwohnhaus (Nr. 25/27)                                                                                                   | Schützenstraße 25, 27, 29 (Karte)      | Ende 19. Jahrhundert                                                                                               | Rote Klinkerbauten mit gelben Klinkergliederungen, Eckhaus durch Balkon betont, ehemalige Werkswohnungen der Farbenwerke Friedrich & Carl Hessel A.-G., orts-, sozial- und baugeschichtliche Bedeutung. - Nummer 25, 27: Doppelmietshaus: zweigeschossig, Bruchsteinsockel, rote Klinker mit gelben Klinkergliederungen, Satteldach mit Biberschwanzdeckung, spätere Anbauten - Nummer 29: in derselben Gestaltung wie Nummer 25, 27, später verputzt, ursprüngliche Klinkerfassade zum Teil erhalten, wegen Straßenverlauf abgeschrägter Giebel, hier Balkon auf Kunststeinkonsolen, schmiedeeisernes Gitter | 08973651 |
| Direkt Bild zu diesem Denkmal hochladen | Villa Keßler mit Nebengebäude, Garten und Einfriedung                                                                                              | Schützenstraße 31 (Karte)              | Um 1910 | Anspruchsvoll und raffiniert gestalteter Villenbau im Reformstil um 1910, kubischer Baukörper mit hohem Walmdach, Fassadenbild vor allem durch Materialwirkung geprägt, ortsentwicklungsgeschichtliche, baugeschichtliche und künstlerische Bedeutung. - Villa: eingeschossiger verputzter Massivbau, Bruchsteinsockel, rückwärtige Terrasse mit Bruchsteinmauer, mächtiges Krüppelwalmdach mit Zwerchhäusern, Giebel mit Bay-Windows und Verschieferung, Fensteröffnung zum Teil mit Bruchsteinrahmung, originale Eingangstür - Nebengebäude: eingeschossig in Fachwerk, Satteldach - Einfriedung: Torpfeiler, massiv verputzt mit Ziegelsteinabdeckung | 08973649 |
| Direkt Bild zu diesem Denkmal hochladen | Kriegerdenkmal für die Gefallenen des Ersten Weltkrieges, mit gartenkünstlerischem Umfeld und Baumreihe                                            | Wiesental (Karte)                      | 1922 | Monumentalisierende, deutlich auf öffentliche Wirkung zielende Gestaltung, ortsgeschichtliche, zeitgeschichtliche und künstlerische Bedeutung. Durch Natursteineinfriedung gerahmter, blockhafter Gedenkstein mit Kugel und Kreuz, Inschrift im Block „Zur Ehre unserer Gefallenen“ „1914–1918“ und Namen der Toten von Nerchau, Schmorditz, Würschwitz, Gornewitz, gartenkünstlerisch gestaltetes Umfeld: Wegesystem und Bepflanzung aus der Entstehungszeit, einheitliche Planung durch Hugo Koch. | 08973660 |
| Direkt Bild zu diesem Denkmal hochladen | Villa | Wiesental 4 (Karte)                    | Bezeichnet mit 1900                                                                                                | Malerische Späthistorismusvilla mit Schmuckelementen im Jugendstil, ortsentwicklungs- und baugeschichtliche Bedeutung. Bezeichnet mit 1900 (im Putz am Risalit), zweigeschossig, unregelmäßiger Grundriss, Bruchsteinsockel, Sockel mit Ziegelsteingesims, Putzgliederung des Massivbaus, Säule und Konsole am Vorbau in Porphyrtuff, Walmdach in Biberschwanzdeckung, Altan mit Jugendstilziergitter als Brüstung, Eckturm mit polygonalem Abschluss und Helm, Helmspitze in Metall als Zierknauf. | 08973669 |
| Weitere Bilder                          | Turmholländer | Würschwitzer Straße 37 (Karte)         | 2. Hälfte 19. Jahrhundert                                                                                          | Landbildprägende Windmühle, von ortsgeschichtlicher Bedeutung. Viergeschossiges Mühlengebäude, massiv, verputzt, die ehemaligen fünf Mühlenflügel fehlen, Haube vermutlich erneuert. | 08973671 |

## Tabellenlegende
- Bild: Bild des Kulturdenkmals, ggf. zusätzlich mit einem Link zu weiteren Fotos des Kulturdenkmals im Medienarchiv Wikimedia Commons. Wenn man auf das Kamerasymbol klickt, können Fotos zu Kulturdenkmalen aus dieser Liste hochgeladen werden:
- Bezeichnung: Denkmalgeschützte Objekte und ggf. Bauwerksname des Kulturdenkmals
- Lage: Straßenname und Hausnummer oder Flurstücknummer des Kulturdenkmals. Die Grundsortierung der Liste erfolgt nach dieser Adresse. Der Link (Karte) führt zu verschiedenen Kartendiensten mit der Position des Kulturdenkmals. Fehlt dieser Link, wurden die Koordinaten noch nicht eingetragen. Sind diese bekannt, können sie über ein Tool mit einer Kartenansicht einfach nachgetragen werden. In dieser Kartenansicht sind Kulturdenkmale ohne Koordinaten mit einem roten bzw. orangen Marker dargestellt und können durch Verschieben auf die richtige Position in der Karte mit Koordinaten versehen werden. Kulturdenkmale ohne Bild sind an einem blauen bzw. roten Marker erkennbar.
- Datierung: Baubeginn, Fertigstellung, Datum der Erstnennung oder grobe zeitliche Einordnung entsprechend des Eintrags in der sächsischen Denkmaldatenbank
- Beschreibung: Kurzcharakteristik des Kulturdenkmals entsprechend des Eintrags in der sächsischen Denkmaldatenbank, ggf. ergänzt durch die dort nur selten veröffentlichten Erfassungstexte oder zusätzliche Informationen
- ID: Vom Landesamt für Denkmalpflege Sachsen vergebene, das Kulturdenkmal eindeutig identifizierende Objekt-Nummer. Der Link führt zum PDF-Denkmaldokument des Landesamtes für Denkmalpflege Sachsen. Bei ehemaligen Kulturdenkmalen können die Objektnummern unbekannt sein und deshalb fehlen bzw. die Links von aus der Datenbank entfernten Objektnummern ins Leere führen. Ein ggf. vorhandenes Icon  führt zu den Angaben des Kulturdenkmals bei Wikidata.